# Johannes-Gutenberg-Gymnasium Waldkirchen
Das Johannes-Gutenberg-Gymnasium Waldkirchen ist ein im September 1964 gegründetes naturwissenschaftlich-technologisches, wirtschaftswissenschaftliches und sprachliches Gymnasium in Waldkirchen im niederbayerischen Landkreis Freyung-Grafenau. Die Schule ist benannt nach dem Erfinder des modernen Buchdrucks und der Druckerpresse, Johannes Gutenberg.

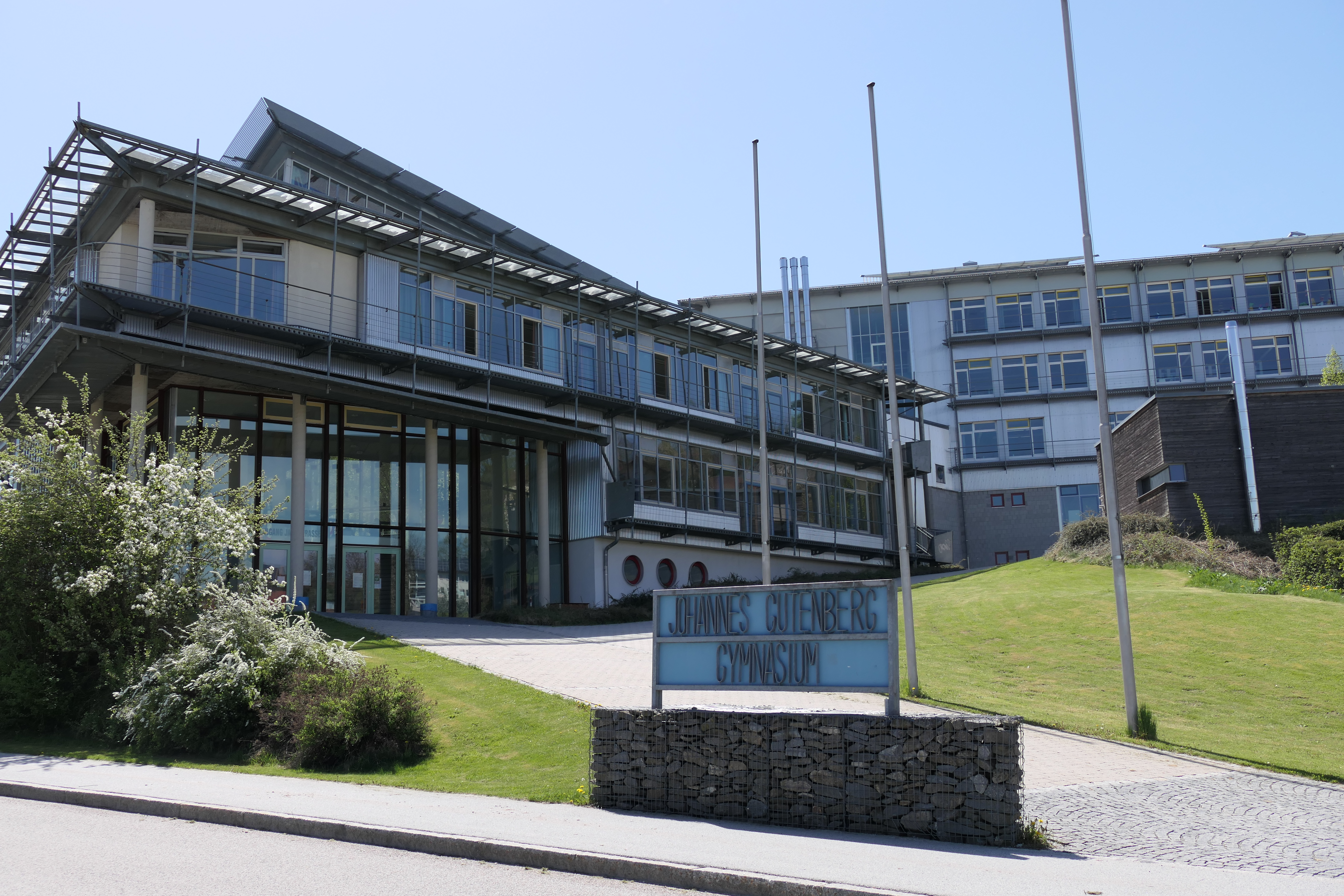
Das Johannes-Gutenberg-Gymnasium in Waldkirchen.

## Lage
Das Johannes-Gutenberg-Gymnasium befindet sich in fußläufiger Entfernung zum Stadtzentrum von Waldkirchen und in unmittelbarer Nähe des Stadtparks. In seiner Nachbarschaft liegen die Schule am Stadtpark – Sonderpädagogisches Förderzentrum Waldkirchen, die Kinderkrippe St. Magdalena, die Emerenz-Meier-Mittelschule sowie die Maria-Ward-Grundschule.

## Geschichte
Am 5. Mai 1964 beschloss der Bayerische Ministerrat die Neugründung einer höheren Bildungsanstalt in Waldkirchen. Im Amtsblatt des Bayerischen Staatsministeriums für Unterricht und Kultus wurde zum 9. Juli 1964 die Neugründung der „Oberrealschule Waldkirchen“ mit Wirkung zum 1. September 1964 amtlich verkündet. Bereits im Vorfeld hatten die Vorbereitungen für das erste Schuljahr begonnen. Mit dem Anmeldeverfahren und der Durchführung der Aufnahmeprüfung war die Oberrealschule Passau, das heutige Adalbert-Stifter-Gymnasium Passau betraut. Im Juni 1964 wurde der Probeunterricht im Gebäude der Landwirtschaftsschule Waldkirchen durchgeführt. Der Unterricht am Johannes-Gutenberg-Gymnasium selbst startete am 9. September 1964 unter der Leitung von Studienrat Isidor Hölzl mit vier hauptamtlichen und neun nebenamtlichen Lehrkräften sowie 111 Schülern, darunter 50 Jungen und 61 Mädchen. Nachdem der Betrieb zunächst in der alten Knabenvolksschule neben der Stadtpfarrkirche stattgefunden hatte, zog die Schule 1965 in das ehemalige Mädchenvolksschulgebäude (das heutige Rathaus) und schließlich 1968 in den Neubau an der Jahnstraße, der trotz zahlreicher Um- und Anbauten sowie Sanierungsmaßnahmen im Kern bis heute besteht. 1972 wurde der Westtrakt der Schule fertig gestellt. 1996 folgte ein vorerst letzter Erweiterungsbau des Schulgebäudes, 2000 wurde die angeschlossene Zweifach-Turnhalle feierlich eröffnet.

## Ehemalige
- Florian Kraus (* 1977), Chemiker und Hochschullehrer
- Severin Freund (* 1988), Skispringer, Weltmeister und Team-Olympiasieger[8]
- Andreas Krahl (* 1989), deutscher Politiker und Mitglied des Bayerischen Landtags

## Schulleiter
- 1964–1983 Isidor Hölzl
- 1983–1988 Florin Biletzki
- 1988–1999 Rudolf Bergmann
- 1999–2012 Franz Lenhardt
- 2012–2020 Josefa Stamm
- seit 2020 Andreas Schöps

## Besonderheiten
- 2021 erhielten Schule und Stadt Waldkirchen den Ehrenamtspreis der Versicherungskammer Stiftung Bayern für das Projekt „Waldkirchen handelt fair“.[9]
- 2021 wurde die Schule für den Deutschen Schulpreis Spezial 20/21 in der Kategorie „Zusammenarbeit in Teams stärken“ nominiert. Die Preisverleihung fand unter der Schirmherrschaft und im Beisein von Bundespräsident Frank-Walter Steinmeier statt, der auch die Festrede hielt[10].
- 2019 erhielt das Johannes-Gutenberg-Gymnasium den Deutschen Arbeitgeberpreis für Bildung[11]. Die Veranstaltung fand unter der Schirmherrschaft von Bundeskanzlerin Angela Merkel statt, die auch die Festrede hielt.
- Seit 2017 ist die Schule mit dem Berufswahl-SIEGEL[12] für die Umsetzung einer exzellenten Berufs- und Studienorientierung ausgezeichnet.
- Die Schule ist anerkanntes Prüfungszentrum für das DELF-Programm (seit 2015) und ECDL-Testzentrum (seit 2015).
- Seit 2015 ist das Johannes-Gutenberg-Gymnasium offiziell Fairtrade School.[13]
- Seit 2014 ist das Johannes-Gutenberg-Gymnasium Stützpunktschule Fußball.
- Im Jahr 2008 wurde dem Johannes-Gutenberg-Gymnasium als erster niederbayerischer Schule die Auszeichnung „Bayerische Forscherschule des Jahres“ verliehen.[14]
- Zusätzlich zu den Ausbildungsrichtungen des naturwissenschaftlich-technologischen, wirtschaftswissenschaftlichen und sprachlichen Zweiges bietet das Johannes-Gutenberg-Gymnasium Instrumentalklassen zur besonderen Förderung musischer Begabungen sowie Fußballklassen zur sportlichen Talententwicklung an.[15]